# Yrke

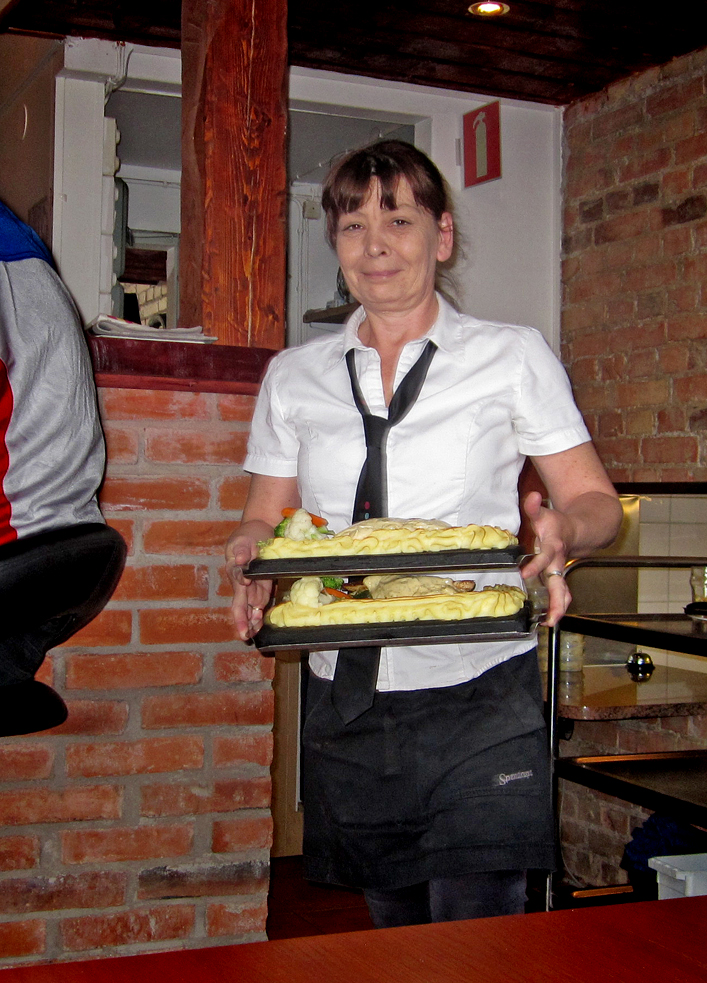
Serveringspersonal är ett exempel på ett vanligt yrke.

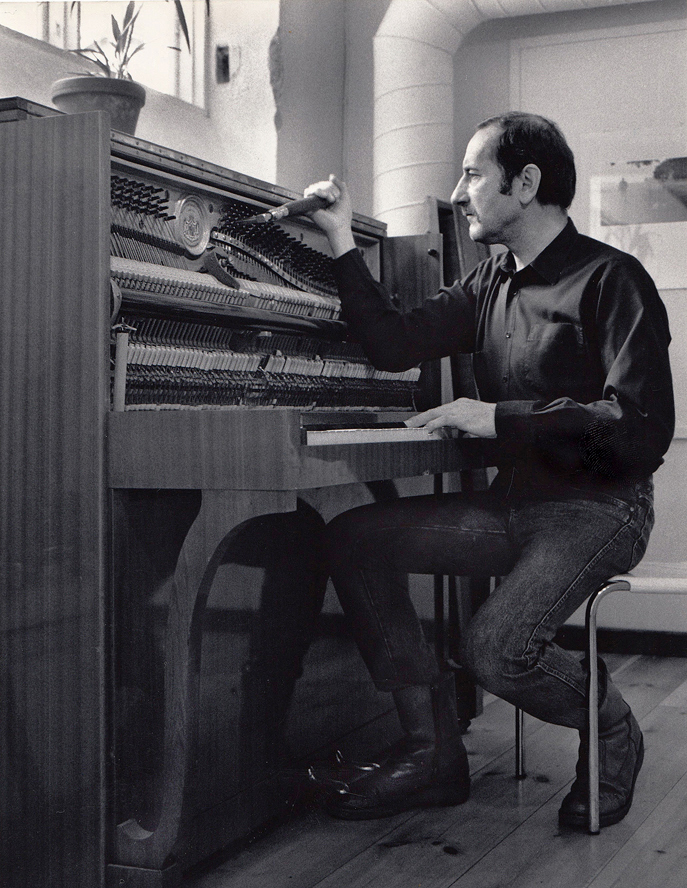
Pianostämmare är ett exempel på ett ovanligt yrke.

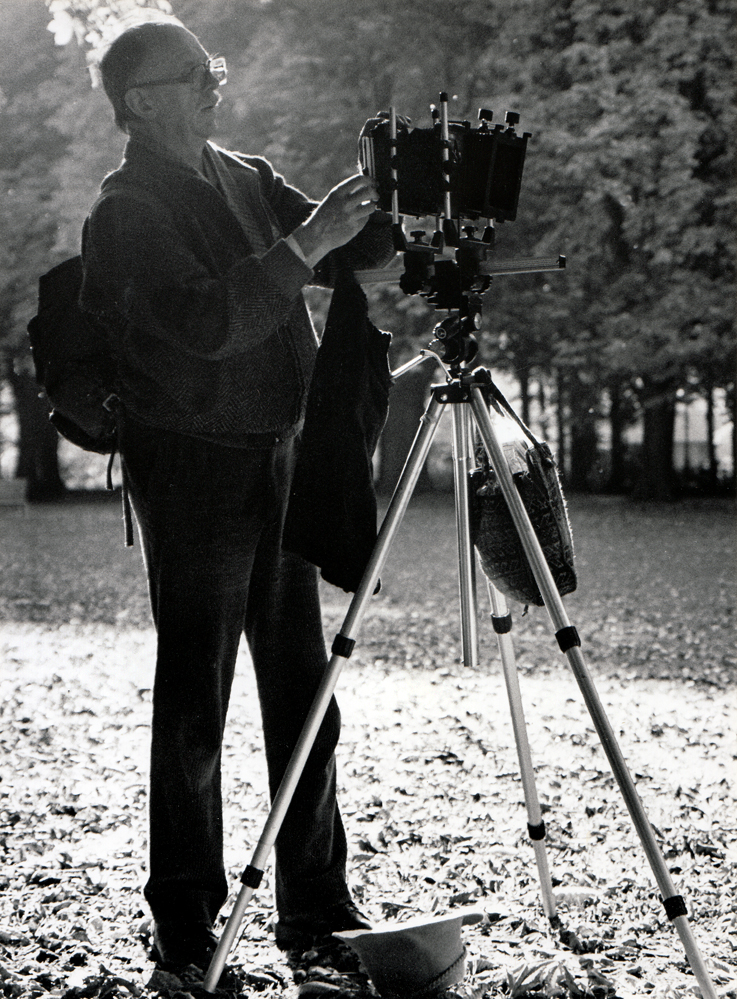
Fotograf är ett vanligt och konstnärligt yrke.

Ett yrke, eller jobb, är en sysselsättning eller specialisering som en person utbildar sig till eller går i lära för, sysselsättningen eller specialiseringen ska kunna knytas till försörjning i någon form då även hobby kan vara resultatet av vidarebildningen.
Ett yrke behåller en person trots byte av arbets- eller uppdragsgivare eller utbildar sig till något annat yrke. På 1800-talet reglerade skråväsendet hantverksyrken. Fackföreningar och professionella sammanslutningar är ofta förknippade med vissa yrken. Man indelar yrken i flera kategorier, till exempel olika tjänsteyrken i stat och kommun eller vårdyrken. Flera yrken är reglerade av staten som till exempel revisor eller fastighetsmäklare. Valet av yrke och utbildning är vanligen en av de största investeringar som en människa gör.

## Sverige
I Sverige finns det en klassificering av alla yrken, Standard för svensk yrkesklassificering (SSYK), där varje yrke fått en fyrasiffrig kod. Det underlättar när statistik om arbetslivet ska utarbetas eller vid arbetsförmedling. Sverige har också varit drivkraften i ett EU-projekt där mer än 5 000 yrkesbenämningar och kompetensord har översatts till 22 olika språk. Projektet kallas ESCO, vilket är en förkortning av ”European taxonomy of Skills, Competences and Occupations terminology”. 
Statistiska centralbyrån, SCB, framställer statistik över bland annat antal personer som arbetar inom respektive yrke i Sverige, efter SSYK. Statistiken finns i det så kallade Yrkesregistret. 

## Galleri

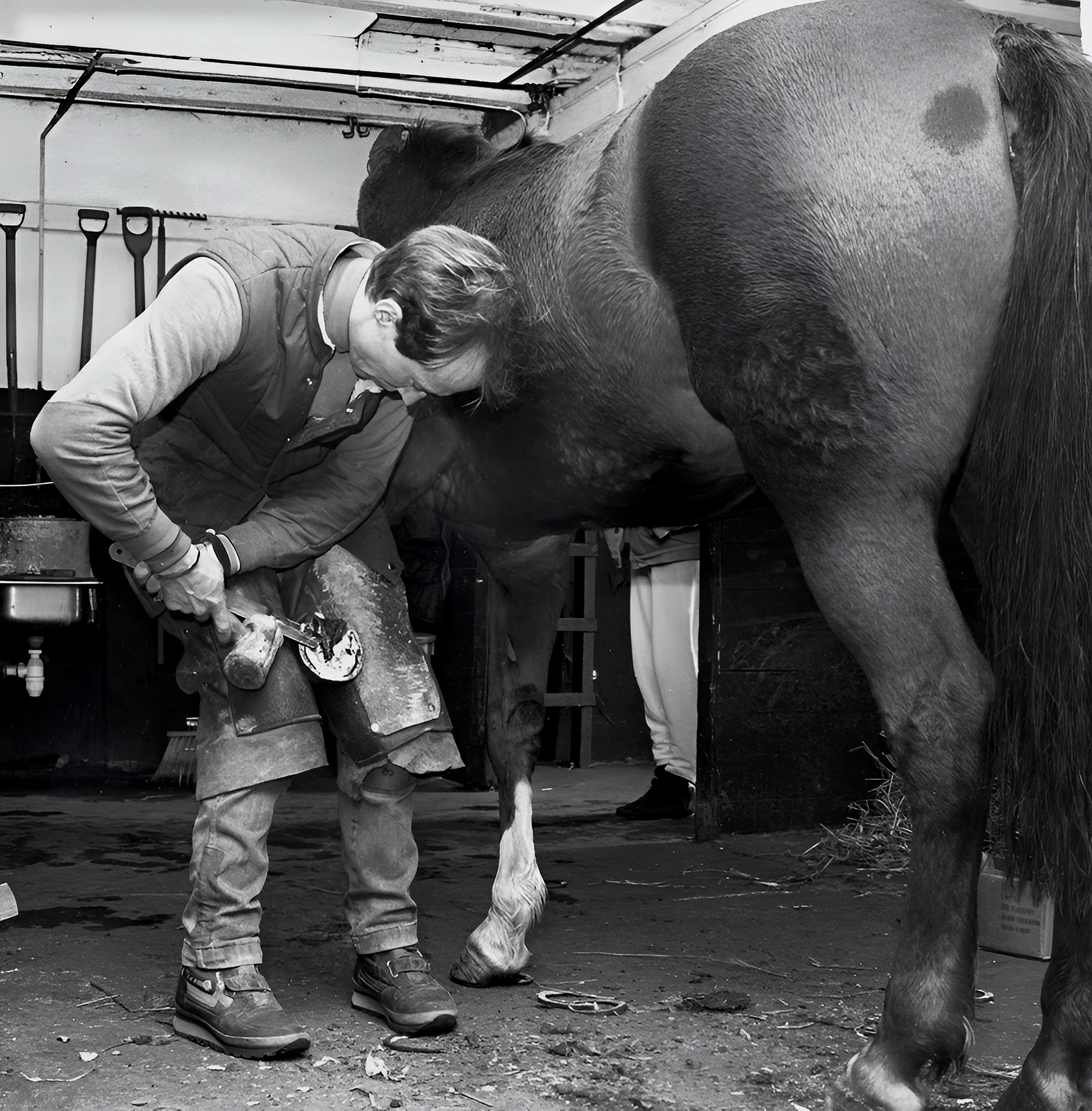
Hovslagare är ett ovanligt yrke.
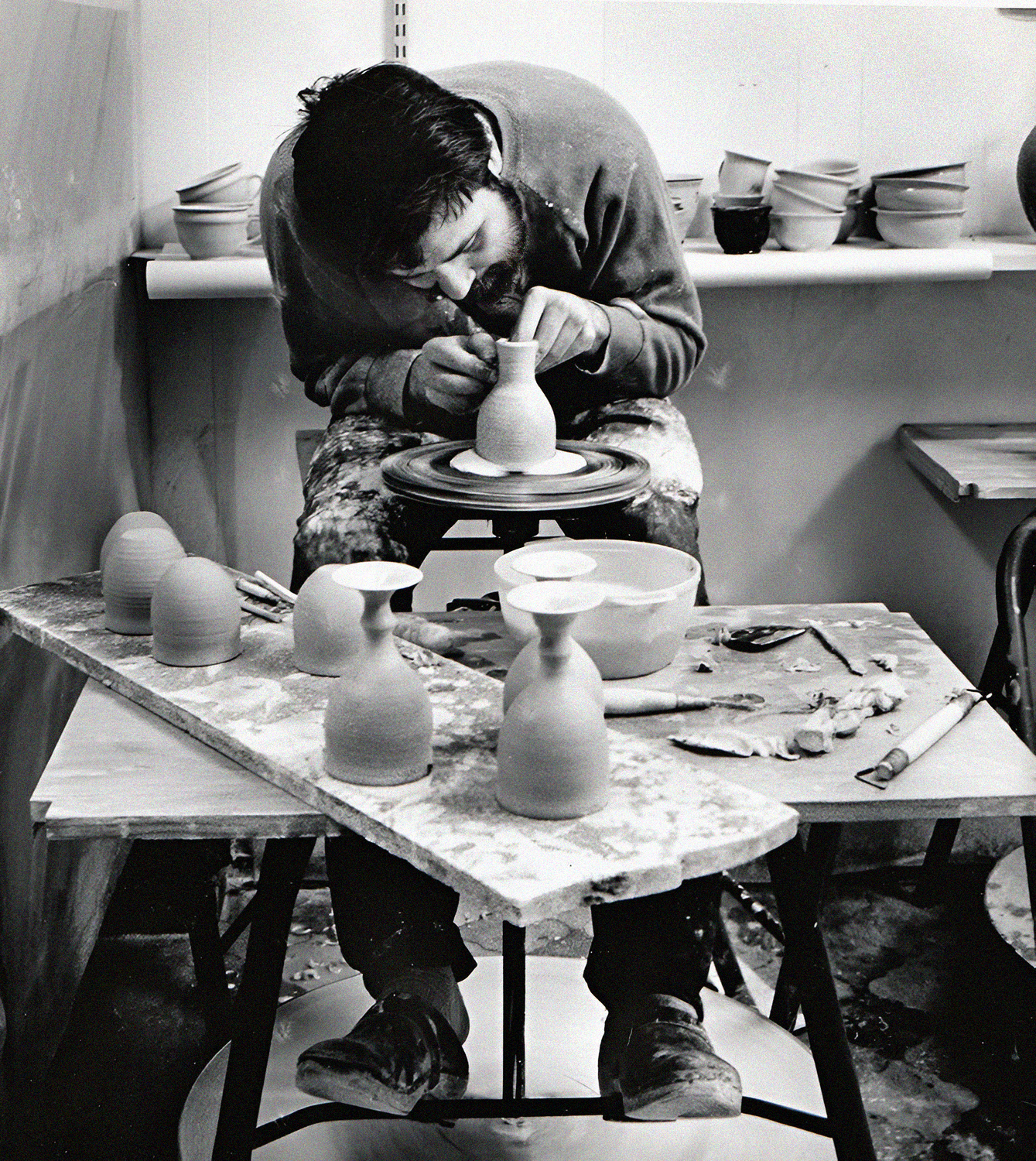
Krukmakare är ett konstnärligt yrke.
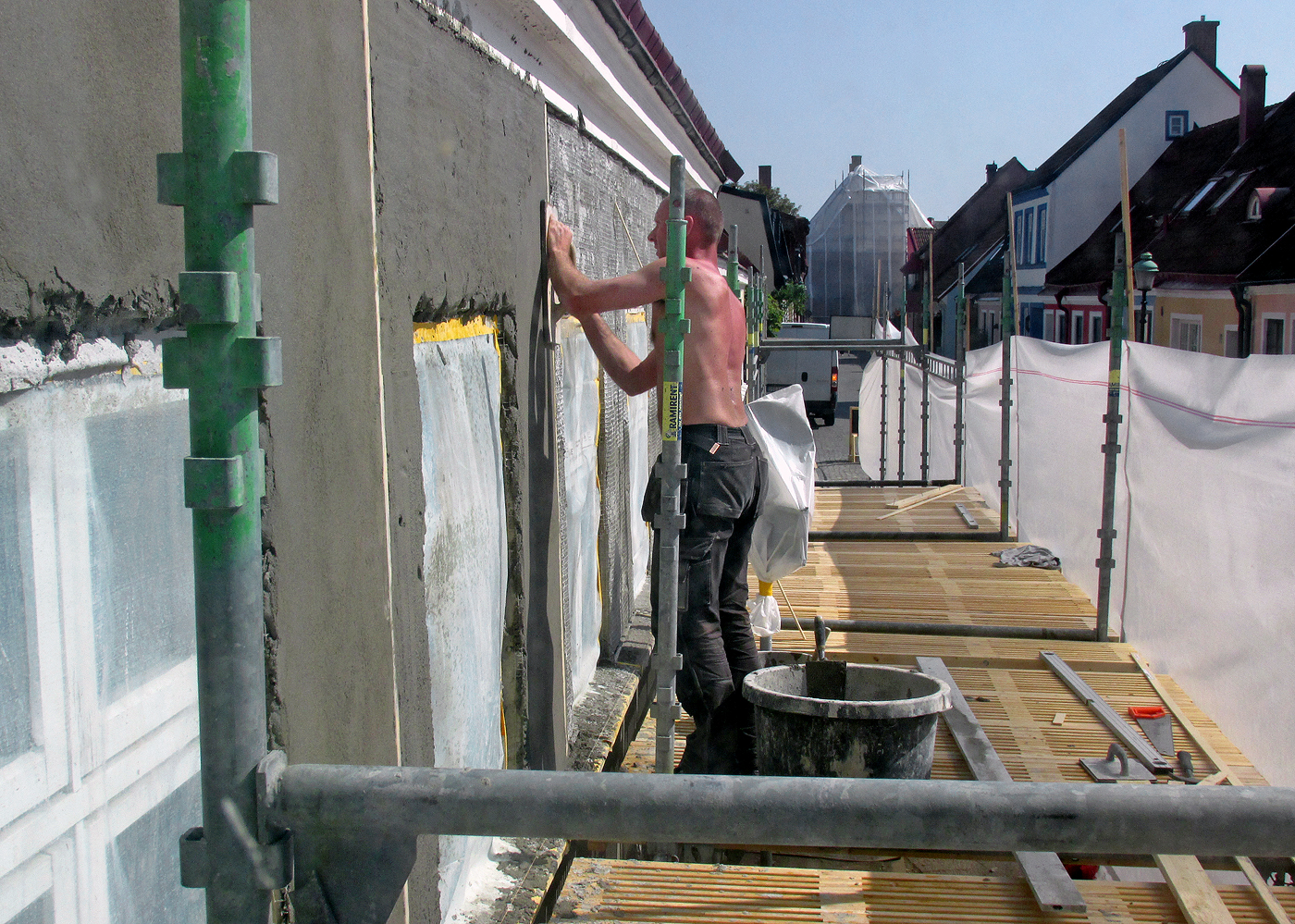
Murare är ett vanligt yrke
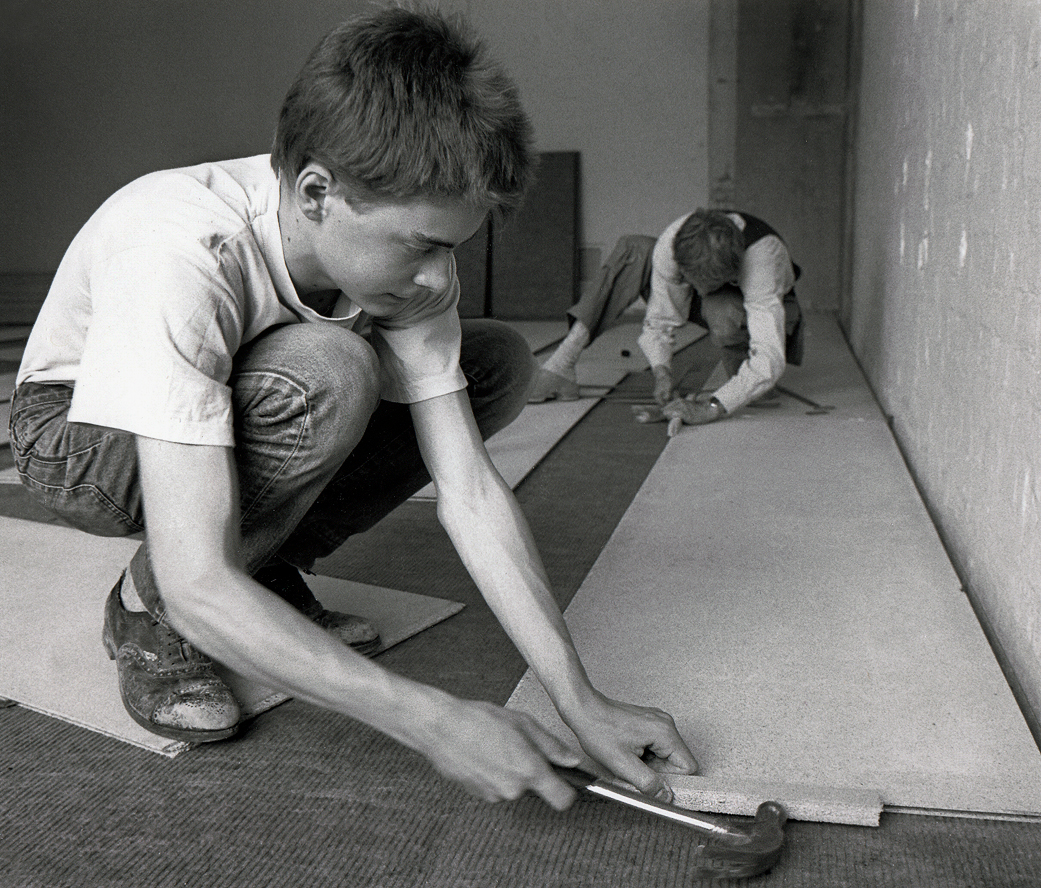
Golvläggare är ett vanligt yrke.
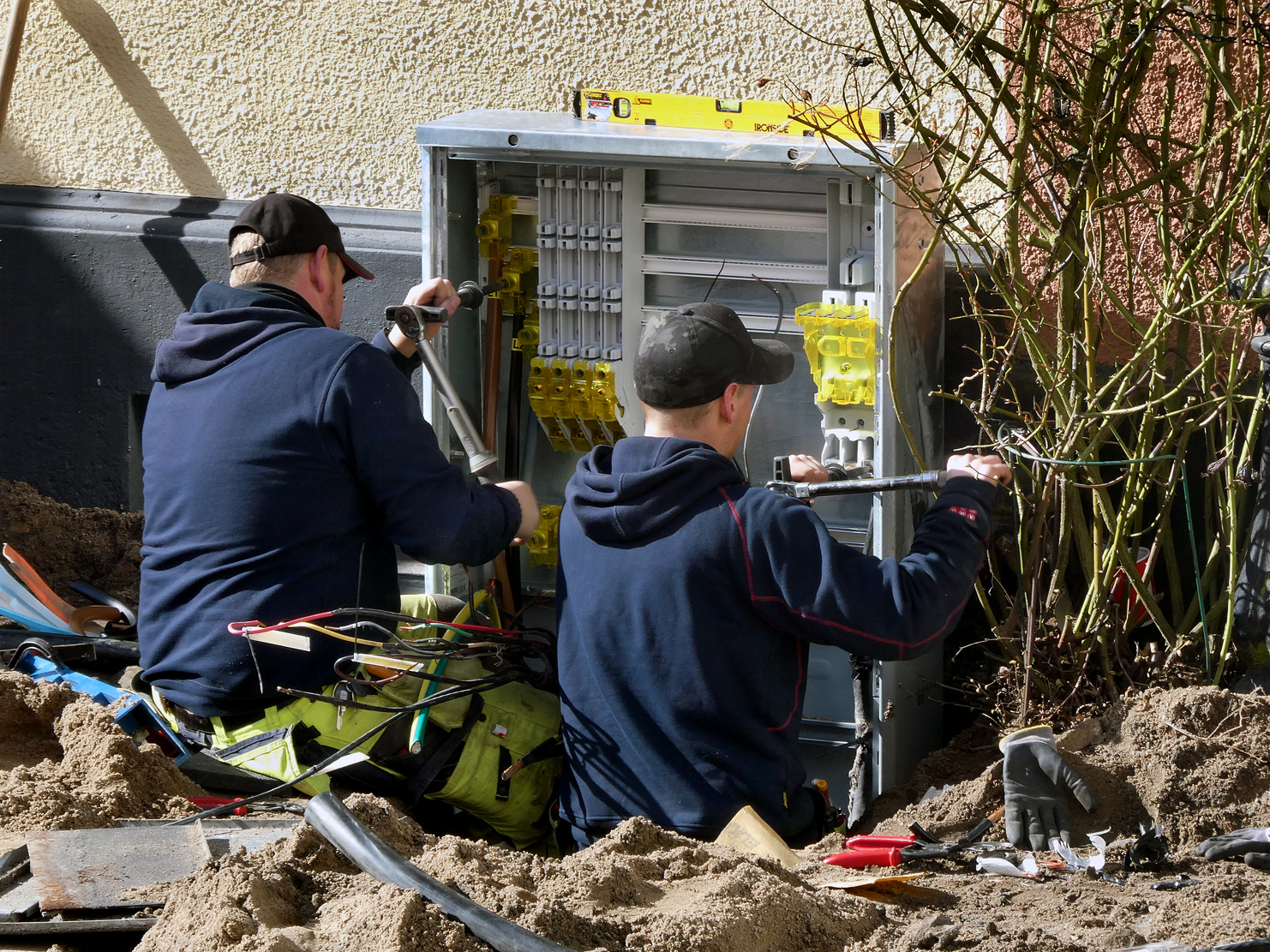
Elektriker är ett vanligt yrke.
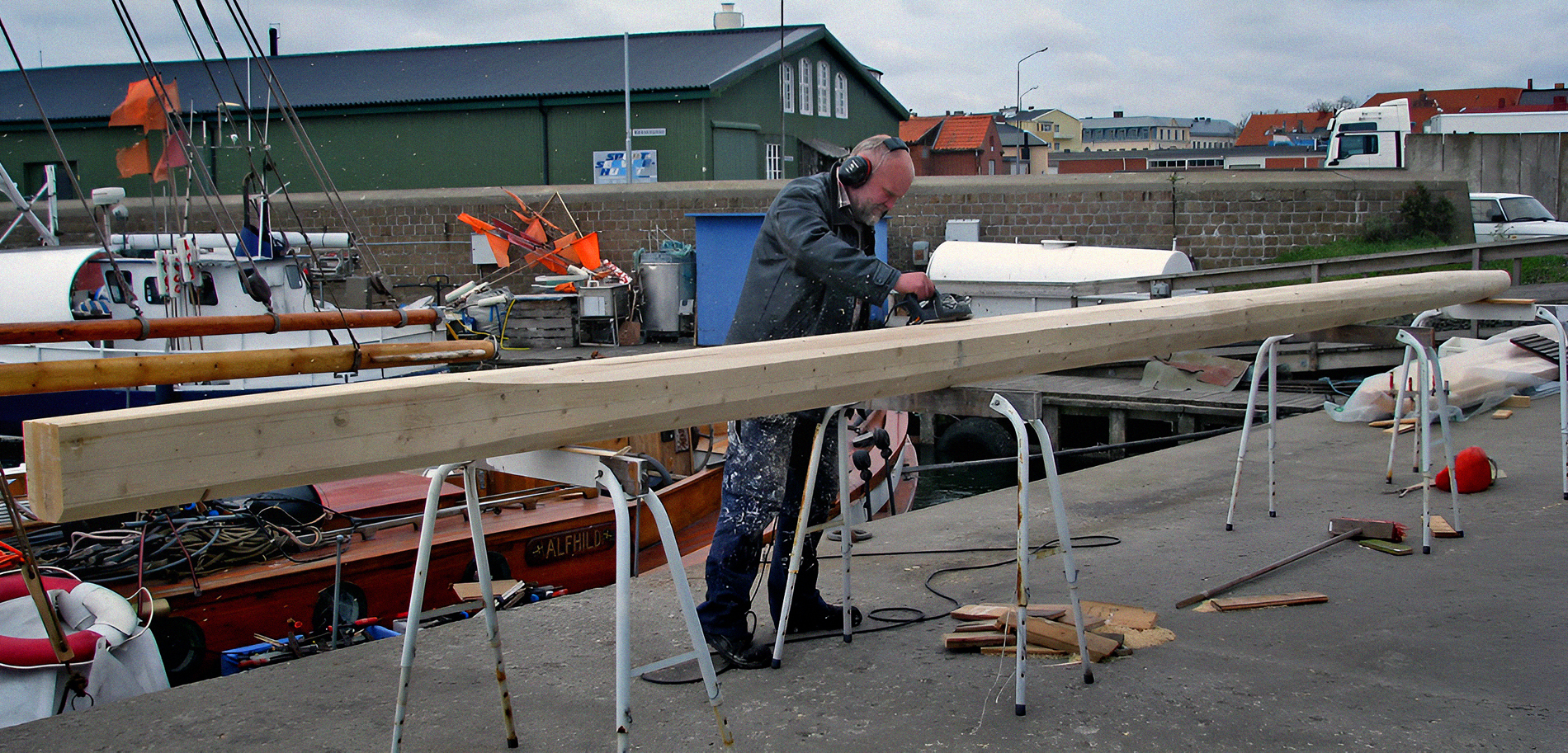
Båtbyggare är ett ovanligt yrke.